# 1, 2, 3 (сингл, Софія Реєс)
«1, 2, 3» — сингл мексиканської співачки Софії Реєс при участі Jason Derulo та De La Ghetto. Реліз синглу відбувся 16 лютого 2018. Авторами пісні являются: Реєс, Деруло, Ghetto, Ніколь Зіньяго, Рікардо Монтанерr, Джон Леоне та Чарлі Герреро.

## Історія
Говорячи про пісню, Софія Реєс розповіла;
"Я обожнюю цей сингл і не можу дочекатися поки спільнота на SoCrew прослухає її. "1, 2,3" це поєднання трьох дуже різних жанрів (Latin, pop та урбан) який привносить новий стиль до мого портфоліо.

## Відеокліп
Музичний відеокліп до синглу, зняв Майк Хо, зйомки проходили в Лос-Анджелесі. Прем'єра відбулася на ютуб каналі via Reyes' 16 лютого 2018.

## Чарти

### Щотижневі чарти
| Чарт (2018)                           | Вища сходинка |
| ------------------------------------- | ------------- |
| Argentina (Argentina Hot 100)         | 19            |
| Argentina (Monitor Latino)            | 2             |
| Австрія (Ö3 Austria Top 75)           | 32            |
| Бельгія (Ultratip Flanders)           | 11            |
| Bolivia (Monitor Latino)              | 1             |
| Chile (Monitor Latino)                | 13            |
| Colombia (National-Report)            | 27            |
| Ecuador (National-Report)             | 3             |
| El Salvador (Monitor Latino)          | 8             |
| Фінляндія (Suomen virallinen lista)   | 17            |
| Guatemala (Monitor Latino)            | 10            |
| Угорщина (Single Top 40)              | 16            |
| Lebanon (Lebanese Top 20)             | 19            |
| Mexico Airplay (Billboard)            | 3             |
| Нідерланди (Mega Single Top 100)      | 95            |
| Польща (Polish Airplay Top 100)       | 45            |
| Польща (Dance Top 50)                 |               |
| Португалія (AFP)                      | 60            |
| Romania (Airplay 100)                 | 1             |
| Словаччина (IFPI)                     | 8             |
| Spain (PROMUSICAE)                    | 5             |
| Sweden Heatseeker (Sverigetopplistan) | 2             |
| Швейцарія (Media Control AG)          | 63            |
| США (Hot Latin Songs) (Billboard)     | 24            |
| Venezuela (National-Report)           | 19            |

### Year-end чарт
| Чарт (2018)                | Позиція |
| -------------------------- | ------- |
| Аргентина (Monitor Latino) | 4       |

## Сертифікація
| Регіон | Сертифікація       | Продажі |
| --- | ------------------ | ------- |
| Аргентина (CAPIF) | Платина            | 20,000  |
| Італія (FIMI) | Золото             | 25,000  |
| Мексика (AMPROFON) |                    | 30,000  |
| Іспанія (PROMUSICAE) | 2× Платина         | 80,000  |
| США (RIAA) | 2× Платина (Latin) | 120,000 |
| *продажі, що базуються лише на сертифікаціях · ^відвантаження, що базуються лише на сертифікаціях · продажі+прослуховування, що базуються лише на сертифікаціях |                    |         |

## Реліз
| Регіон    | Дата            | Формат                 | Лейбл         | Прим.  |
| --------- | --------------- | ---------------------- | ------------- | ------ |
| Весь Світ | 16 лютого, 2018 | Завантаження           | Warner Latina | [ 1 ]  |
| США       | 5 червня, 2018  | Contemporary hit radio | Warner Bros.  | [ 32 ] |